# Honda CB 650 Four
La Honda 650 Four è una motocicletta prodotta dalla casa motociclistica giapponese Honda dal 1978 al 1985.

## Descrizione
Disponibile in vari modelli, tutti caratterizzati da un motore con distribuzione monoalbero da 627 cm³ di cilindrata, a quattro cilindri in linea, raffreddato ad aria con lubrificazione a carter umido e due valvole per cilindro, per un totale di 8.
Basata sulla CB 550 Four, ne riprendeva alcuni elementi come il quadro strumenti. Anche il motore di base era quello della 550, ma la cilindrata salì a 627 cm³, così, come la potenza a 47 kW (63 CV) a 9000 giri/min.
Al lancio la moto aveva un sistema di scarico 4-in-1, ma dal 1980, venne modificato con un sistema 4-in-2. Nel 1981 furono modificati la testata e il carburatore. Nel 1982 venne adottato un nuovo serbatoio a goccia ed il doppio freno a disco anteriore. Nel 1983, il motore monoalbero è stato sostituito da un nuovo motore bialbero.